# A. A. Krishnaswami Ayyangar
A. A. Krishnaswami Ayyangar (tàmil: ஏ. ஏ. கிருஷ்ணசுவாமி ஐயங்கார்)  (Athipattu, 1 de desembre de 1892 - Mysore, juny 1953) va ser un matemàtic hindú.

## Vida i obra
A. A. Krishnaswami Ayyangar (sovint citat en referències matemàtiques com A.A.K. Ayyangar) va néixer en una família vaishnavaita tradicional al poble Attipattu, uns 25 km al nord de Chennai, Tamil Nadu; tenia dos germans i dues germanes.
Després de cursar el màster en matemàtiques al Pachaiyappa's College de Chennai, i després d'ensenyar durant uns anys a la mateixa institució, es va traslladar a Mysore per treballar al Maharaja’s College de la universitat de Mysore, on va ensenyar fins a la seva jubilació
el 1947.
A part de la seva docència, va investigar en algunes àrees com la geometria, l'estadística i la història de les matemàtiques índies antigues i va publicar diversos articles. El 1929 va demostrar que el mètode chakravala es pot finalitzar en un nombre finit de pasos.